# Пантелиц
Пантелиц (нем. Pantelitz) — община в Германии, в земле Мекленбург-Передняя Померания.
Входит в состав района Северная Передняя Померания. Подчиняется управлению Нипарс.  Население составляет 740 человек (на 31 декабря 2010 года). Занимает площадь 14,41 км².